# Harlem: The Diary of a Summer
Harlem: The Diary of a Summer jest drugim studyjnym albumem amerykańskiego rapera Jima Jonesa. Został wydany 23 października, 2005 roku.

## Lista utworów
1. „My Diary” (feat. Denise Weeks)
2. „Zeke (Interlude)„
3. „G’s Up” (feat. Max B)
4. „J.I.M.M.Y.”
5. „What Is This”
6. „Honey Dip” (feat. Juelz Santana, J.R. Writer & Latif)
7. „Ride 'Wit Me” (feat. Juelz Santana)
8. „Penitentiary Chances” (feat. Hell Rell)
9. „We Just Ballin'” (feat. T.K.)
10. „What You Been Drankin On?” (feat. Jha Jha, P. Diddy & Paul Wall)
11. „Harlem”
12. „Confront Ya Babe” (feat. Max B & Cardan)
13. „Summer wit Miami” (feat. Trey Songz & Ron Isley)
14. „I’m in Love with a Thug” (feat. Denise Weeks)
15. „Tupac Joint” (feat. Hussein Fatal & 40 Cal)
16. „Baby Girl” (feat. Max B)

## Pozycja na liście
| Rok  | Album                     | Pozycja       | Pozycja        | Pozycja                | Pozycja            |
| Rok  | Album                     | Billboard 200 | Top Rap Albums | Top R&B/Hip-Hop Albums | Independent Albums |
| 2005 | Harlem: Diary of a Summer | 5             | 1              | 1                      | 1                  |